# Гуадалканал
Гуадалкана́л — острів у Тихому океані, в групі Соломонових островів. Належить державі Соломонові Острови.
Площа острова становить 5,3 тис. км².
Острів складений в основному кайнозойськими вулканічними породами. Максимальна висота острова та країни сягає 2335 м (г. Попоманасеу).
На острові поширені плантації кокосової пальми. Ведеться видобуток золота.
На острові розташована столиця Соломонових островів — місто Хоніара.

## Історія
Острів був відкритий в 1568 році експедицією іспанського мореплавця Альваро Менданья де Нейра, який назвав його на честь муніципалітету Гуадальканаль (ісп. Guadalcanal) в Андалусії. Протягом тривалого часу, аж до другої половини XVIII століття, жителі острова практично не контактували з європейцями, а лише з деякими торговцями і китобоями. З 1845 року на Гуадалканалі з'явилися місіонери, а місцевих жителів стали вербувати на роботи на плантаціях Фіджі.
15 березня 1893 року над островом був встановлений протекторат Британської імперії і до 1971 року були частиною Британських Західно-Тихоокеанських Територій. На початку XX століття на Гуадалканалі розширилася місіонерська діяльність, з'явилися перші плантації кокосової пальми. В 1912 році в поселенні Лонггу англіканськими місіонерами була відкрита школа.
У 1942—1943 роках на Гуадалканалі відбулася одна з вирішальних битв війни на Тихому океані. На острові була побудована військова база США, а доросле чоловіче населення було залучене до роботи в трудових загонах.
У післявоєнний період на Гуадалканалі з'явився рух «Masinga Rule», що стало результатом руйнування традиційних соціально-політичних і соціально-економічних систем, зміни способу життя в роки війни, коли на острові з'явилися у великій кількості західні товари. Цей рух зіграв велику роль у боротьбі за незалежність Соломонових Островів.
З 1978 Гуадалканал є частиною держави Соломонові Острови.